# Ulak Karang Selatan
Ulak Karang Selatan is een bestuurslaag in het regentschap Padang van de provincie West-Sumatra, Indonesië. Ulak Karang Selatan telt 9178 inwoners (volkstelling 2010).